# コフィ・クアオ
コフィ・フランク・クアオ（Koffi Franck Kouao 、1998年5月20日 - ）は、コートジボワール・アビジャン出身のサッカー選手。FCメス所属。ポジションは、ディフェンダー。

## クラブ歴
2017年1月28日、セグンダ・リーガのデスポルティーヴォ・ダス・アヴェス戦でプロデビューを果たした。
2022年8月12日、FCメスに4年契約で移籍した。

## タイトル
U-23コートジボワール代表
- アフリカ U-23ネイションズカップ: 準優勝 2019[3][4]